# セルゲイ・タボリツキー
セルゲイ・ウラジーミロヴィチ・タボリツキー（ロシア語: Серге́й Влади́мирович Табори́цкий, ラテン文字転写: Sergey Vladimirovich Taboritsky、1897年8月12日 - 1980年10月16日）は、ロシア出身で後にドイツに帰化した超国家主義者・君主主義者である。ウラジーミル・ナボーコフの暗殺者。
1936年から1945年まで、在ドイツ・ロシア難民局の副局長を務めた。1942年以降はユダヤ人だがナチス党員となり、ゲシュタポに直接協力した。

## 経歴

### 幼少期
セルゲイと弟のニコライ・タボリスキーは、洗礼を受けたユダヤ人仕立て屋兼ファッションショップのオーナー、アンナ・ウラジーミロヴナと彼女の同棲相手、セルゲイ・アレクサンドロヴィチ・ザペヴァロフ（1901年に破局）の私生児として生まれた。兄弟はともに正教徒として育てられた。タボリツキーの名付け親は、後に副総督となるウラジーミル・サーブレルであった。兄弟は、アンナ・ウラジーミロヴナの最初の夫で、やはりユダヤ人のヴルフ・アイジコヴィッチ・タボリスキーと同じ姓を名乗ったが、彼は二人が生まれるずっと前の1887年にアシミャーヌィの商人として国を出ていた。資料によると、母親の最初の離婚は1899年であったため、二人はヴルフ・タボリスキーの子供とみなされた。母親は第二ギルドの商人となり、マラサーノフという貴族と結婚して彼の姓を名乗るようになった。アンナ・マラサーノフは1914年3月にフランスで死去した。
1915年、グレビッチの実科学校を卒業した。その後、タボリツキーがミハイル・アレクサンドロヴィチ大公の指揮の下、コーカサス先住民騎兵師団の一員として第一次世界大戦の戦闘に参加していたという話があったが、1915年から1919年の彼の活動に関する文書情報が見つかっていないため、信頼できるとは言い切れない。一部の報道によると、この時期には国家議会からの委員、ゲオルギー・デリューギン代理の補佐官を務めていたとのことである。
二月革命後、ウクライナにいた彼は、ドイツに向かった。キエフのペトリューラ派の刑務所で、君主主義者のピョートル・シャベリスキー＝ボルクと知り合い、その後亡命先でも常に連絡を取り合っていた。

### 国外移住
タボリツキーは最初ベルリンに住み、次にメクレンブルク、1922年1月から3月まではミュンヘンに住んでいた。ベルリンでは、1919年4月から発行されていた反ユダヤ主義雑誌『ルチ・スヴェタ』（『光線』）の共同編集者を務めていた。ルチ・スヴェタは反ユダヤ主義の文書『シオン長老の議定書』を再出版していた。パーヴェル・ミリュコーフ暗殺未遂の前は、タイプライターとして働いていた。またイデオロギー的な理由から、ソビエト連邦から依頼を受けることを拒否していた。
1921年、ベルリンの路上で亡命中であったロシアの政治家のアレクサンドル・グチコフに偶然出会ったタボリツキーは、彼を襲って傘で殴り、そのために彼は地元の刑務所で数日間を過ごした。

### パーヴェル・ミリュコーフ暗殺未遂事件
タボリツキーはシャベリスキー＝ボルクとともに、パーヴェル・ミリュコーフの暗殺計画の準備に参加した。そのために、彼らはミュンヘンからベルリンまで車を走らせた。1922年3月28日の夜、ミリュコーフの講演中にタボリツキーは発砲した。ウラジーミル・ナボーコフがシャベリスキー＝ボルクに突進してきて、リボルバーを持っていた腕を殴ったとき、タボリツキーはナボーコフに向かって至近距離から3発撃ち込んだ。ナボーコフは心臓を撃たれて即死した。この後、タボリツキーは洋服ダンスに行き、服を取って出口のドアに向かったが、女性が「ここに殺人者がいる！」と叫び、タボリツキーは群衆に捕らえられた。この事件でナボーコフがその場で死亡したほか、立憲民主党のベルリン派議長L・E・エリヤシェフ、「ルル」紙の編集者の一人アーヴグスト・カミーンカなど9名が負傷した。
シャベリスキー＝ボルクとタボリツキーの健康診断の結果、両者は以前から薬物を使用しており、暗殺の日にその薬物を大量に摂取していたことが判明した。
ミリュコーフ暗殺未遂の裁判は、1922年7月3日から7日にかけて、モービトのベルリン刑事裁判所で行われた。裁判所は、未遂に加担し、ナボーコフに故意に重傷を負わせて死なせたとして、タボリツキーに14年の重労働を言い渡したが、1927年春、恩赦で釈放された。

### ナチス政権下での活動
1936年5月からタボリツキーは、ナチスが創設した在ドイツロシア難民局（Vertrauensstelle für russische Flüchtlinge in Deutschland）のヴァシーリー・ビスクプスキー将軍の代理を務めていた。タボリツキーの任務はロシア移民に関する書類の管理と政治的監視であった。独ソ戦の勃発後、彼はロシア移民から国防軍の翻訳者を募集する責任者となった。タボリツキーの活動はゲシュタポと密接に連絡を取りながら行われた。グレープ・ラールはタボリツキーについて「乾燥した、痩せた、尖った、やや衰えたタイプで、花は咲かず、衰えつつある」と述べている。
1937年4月、タボリツキーは天文学者カール・フリードリヒ・クノーレの孫娘であるエリザベート・フォン・クノーレと結婚した。数々の請願（ゲッベルス名義も含む）と拒否を経て、ドイツ国籍を取得（1938年）、NSDAPに入党（1942年、申請日1940年から遡及適用）した。母親のユダヤ人出自を隠してドイツ系とし、架空の父親「ウラジーミル・ヴァシリエヴィチ・タボリツキー」をロシア系貴族とした。高貴な出自を装い、「フォン」の付くドイツ語の姓（フォン・タボリツキー）を使用した。そして、ユダヤ民主主義の指導者」で「ドイツ嫌い」のミリョーコフを暗殺未遂し、刑事罰を受けたのは、新しい祖国への功績だと主張した。 また、ドイツで初めて『シオンの議定書』を知らしめたことを強調し、ユダヤ人や「左翼」から受けた迫害を誇りにしていた。
1939年、彼はロシア青年全国組織（NORM）を創設した。この組織はSSの直轄であった。それはドイツのヒトラーユーゲント組織と似ており、その下部組織であった。
戦争末期、タボリツキーはベルリンから逃亡し、後にリンブルフ・アン・デア・ラーンに住んだ。その後も時折、ブラジルの君主制雑誌『ウラジーミルスキー・ヴェーストニク』に掲載された。1980年10月16日、タボリツキーは同地で死去した。